# ჴ
Das Q̕ar (ჴ) war ein Buchstabe des georgischen Alphabets, der heute nicht mehr verwendet wird. Der Buchstabe stellte den Laut [⁠q⁠] dar.
Im Mchedruli-Alphabet wurde nur noch das ჴ verwendet. Im historischen Chutsuri-Alphabet gab es noch den Großbuchstaben Ⴤ; das kleingeschriebene Pendant dazu war das ⴤ.
Es war dem Zahlenwert 7000 zugeordnet.

## Zeichenkodierung
Das Q̕ar ist in Unicode an den Codepunkten U+10F4 (Mchedruli) bzw. U+10C4 (Chutsuri-Großbuchstabe) und U+2D24 (Chutsuri-Kleinbuchstabe) zu finden.